# إيغور كاراتشيتش
إيغور كاراتشيتش (بالكرواتية: Igor Karačić) مواليد 2 نوفمبر 1988 في موستار، جمهورية يوغوسلافيا الاشتراكية الاتحادية، هو لاعب كرة يد كرواتي يلعب كوسط مدافع. يلعب حاليا مع نادي فاردار لكرة اليد ويحمل الرقم 18. مثل منتخب كرواتيا لكرة اليد. شارك في دورة الألعاب الأولمبية الصيفية سنة 2016.

## سجل المنافسة
شارك في البطولات التالية:
- بطولة العالم لكرة اليد للرجال 2015
- بطولة أوروبا لكرة اليد للرجال 2016
- الألعاب الأولمبية الصيفية 2016

## الإنجازات
- دوري البوسنة والهرسك لكرة اليد: 2010-2011
- الدوري المقدوني لكرة اليد: 2012-13، 2014-15، 2015-16
- دوري الجنوب الشرقي لكرة اليد
  - الفوز: 2013-14
  - الوصافة: 2012-13، 2015-16

## روابط خارجية
- إيغور كاراتشيتش على موقع الاتحاد الأوروبي لكرة اليد (الإنجليزية)
- إيغور كاراتشيتش على موقع أوليمبيديا (الإنجليزية)